# Kurt Kopta
Kurt Kopta (* 6. Dezember 1955 in Linz; † 31. Mai 2018 ebenda) war ein österreichischer Künstler und Politiker.

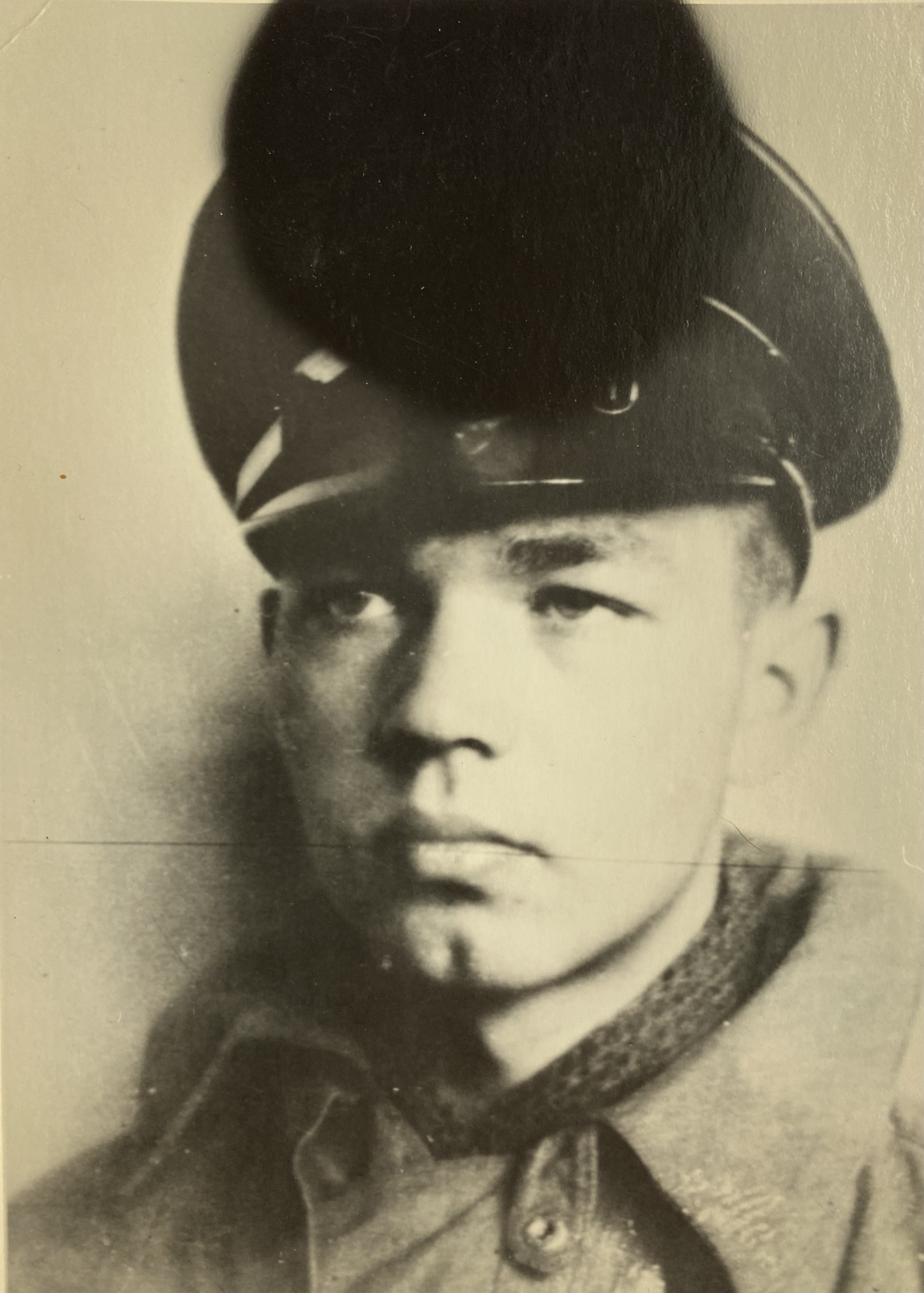
Kurt Kopta im Alter von 22 Jahren. Selbstinszenierung für das Kunstprojekt „Der schwarze Fleck im Album“, 1977

## Leben
Als einziges Kind  des Maschinenbauingenieurs Kurt Kopta und der Sekretärin Ingeborg Kopta, geborene Geppel, kam Kurt Kopta 1955 in Linz zur Welt. 1968 war er in der  AKI (Arbeitsgruppe kultureller Initiativen, ein Sammelbecken linker Gruppierungen) aktiv. 1970 ist Kopta Mitbegründer der Kooperative Hupfau in Mistelbach bei Wels.  Ab 1972 besuchte er eine private Aus- und Weiterbildung beim akademischen Maler Kurt Walter, war aber davon abgesehen Autodidakt. 1975 folgte ein Aufenthalt in Hamburg und eine gemeinsame Arbeit mit dem Fotografen Manfred Stern im Bereich künstlerische Dokumentarfotografie. 1981 begann er eine Fachausbildung als Tischler. 1986 bis 1989 folgten Seminare und Kurse bei Renate Moran, dann ein dreijähriger Aufenthalt in der Türkei und dort intensive Beschäftigung mit Malerei.
Ab 1988 verbrachte Kurt Kopta vermehrt Zeit in der Türkei und verwendete dort die meiste Zeit für seine künstlerische Tätigkeit. Gleichzeitig prägten neben künstlerischer Arbeit eine zeitweilige Lehrtätigkeit im Bereich bildnerischer Erziehung in Alternativschulen das Leben von Kurt Kopta. Ab 2000 lebte und arbeitete er in Selçuk in der Türkei. 2011 wurde Kopta Mitglied im BSA:Art. Politisch engagiert sich Kurt Kopta in der KPÖ und hat für diese bei der Landtagswahl in Oberösterreich 2015 und 2017 für den Nationalrat kandidiert.

## Schaffen
Während Kurt Koptas Malerei orientalisch geprägt und konkret politisch ist, verfolgt er in seinen fotografischen Arbeiten einen wesentlich konzeptuelleren Ansatz. Trotz zahlreicher fotografischer Projekte, war die Malerei immer sein Hauptmedium.

## Werke (Auswahl)
Malerei:
- 2018: Weibs-Bilder (Serie)
- 2017: Eugenie Kain, Gust Maly (Serie)
- 2017: Torweg
- 2017: Brut
- 2016: Verführung
- 2016: Alte Ordnung
- 2016: fatal
- 2016: Die drei Kardnerinnen
- 2014: 11 Stunden täglich

Fotoprojekte:
- 2008–2011: Handsam[12]
- 1977: Der schwarze Fleck im Album

## Ausstellungen (Auswahl)
Galerie der Kunstvereinigung Bindermichl, Linz (Österreich)
- GIGA, Ansfelden (Österreich)
- Efes Museum, Selçuk (Türkei)
- M8, Linz (Österreich)
- WUK, Wien (Österreich)
- Kulturhaus, Söke (Türkei)
- Carbusa, Selcuk (Türkei)
- Club der Begegnung, Linz (Österreich)
- Adnan Franco Galerisi, Izmir (Türkei)
- Kulturmodell Passau, Passau (Deutschland)
- Wissensturm, Linz (Österreich)
- M 30, Linz (Österreich)
- Kunstverein Wien, Wien (Österreich)

Quelle: